# Liberty Reserve
Liberty Reserve era un servicio de moneda digital centralizado con sede en Costa Rica que se promocionaba como el "procesador de pagos más antiguo, más seguro y más popular, que prestaba servicio a millones de personas en todo el mundo".  El sitio tenía más de un millón de usuarios cuando fue cerrado por el gobierno de Estados Unidos. Los fiscales argumentaron que debido a la falta de seguridad, la presunta actividad delictiva pasó en gran medida desapercibida, lo que finalmente los llevó a confiscar el servicio. 
En mayo de 2013, Liberty Reserve fue clausurado por fiscales federales de Estados Unidos en virtud de la Ley Patriota, después de una investigación realizada por autoridades de 17 países. Estados Unidos acusó al fundador Arthur Budovsky y a otras seis personas de lavado de dinero y de operar una empresa de transacciones financieras sin licencia. Se alega que Liberty Reserve ha sido utilizada para lavar más de 6 mil millones de dólares en ganancias delictivas a lo largo de su historia. 

## Trasfondo
En mayo de 2013, Liberty Reserve fue clausurado por fiscales federales de Estados Unidos en virtud de la Ley Patriota, después de una investigación realizada por autoridades de 17 países. Estados Unidos acusó al fundador Arthur Budovsky y a otras seis personas de lavado de dinero y de operar una empresa de transacciones financieras sin licencia. Se alega que Liberty Reserve ha sido utilizada para lavar más de 6 mil millones de dólares en ganancias delictivas a lo largo de su historia. 
El servicio era popular entre los corredores de divisas y las empresas de marketing multinivel.  Según Forex Magnates, un servicio de noticias especializado en divisas, Liberty Reserve era "el canal de pago líder para los operadores en mercados emergentes y fronterizos".  Richard Weber, jefe de la unidad de investigación criminal del Servicio de Impuestos Internos de Estados Unidos, declaró: "Si Al Capone viviera hoy, así es como escondería su dinero".  En el momento de su cierre, Liberty Reserve tenía más de un millón de usuarios registrados, 200.000 de los cuales eran de Estados Unidos.  Fue miembro de la Asociación Global de Monedas Digitales. 
Los empleados de Liberty tuvieron que firmar un acuerdo de confidencialidad para "mantener en estricta confidencialidad toda la información" sobre la empresa, incluidos "asuntos administrativos, operaciones y detalles financieros" durante 15 años después de dejar la empresa.  Además, se les exigió que notificaran a la gerencia si se les emitía una orden para revelar dicha información. 

## Historia
Entre 2002 y 2006, los empresarios estadounidenses Arthur Budovsky y Vladimir Kats dirigieron un servicio de cambio de moneda digital conocido como Gold Age .  En julio de 2006, el dúo fue acusado.  por cargos de operar un negocio financiero ilegal, un delito grave . Fueron condenados a cinco años de prisión en 2007, pero la pena se redujo a cinco años de libertad condicional.  Budovsky huyó del país y se estableció en Costa Rica.  Posteriormente se convirtió en ciudadano naturalizado de Costa Rica cuando se casó con una mujer costarricense en 2010, y renunció a su ciudadanía estadounidense en 2012.  
Liberty Reserve fue incorporada por Budovsky en Costa Rica en 2006.  Una entrevista de 2007 con Joul Lee, el gerente de marketing de la empresa, afirmó que se fundó como "un sistema de cambio de moneda privado para empresas de importación y exportación" y se abrió al público en 2007. 

### Investigación criminal y cargos
Las autoridades costarricenses se enteraron de la existencia de Liberty Reserve en 2009 y le informaron a la empresa que necesitaba una licencia para operar como empresa de transmisión de dinero.  En 2011, a Liberty Reserve se le negó una licencia comercial en Costa Rica, según el fiscal estatal José Pablo González, debido a la falta de transparencia sobre cómo se financió el negocio. El negocio se disolvió formalmente en ese momento, pero el fundador de la compañía, Arthur Budovsky, continuó operando el negocio canalizándolo a través de otras cinco empresas costarricenses, según las autoridades.  El 7 de marzo de 2011 se inició una investigación criminal a raíz de una actividad bancaria "sospechosa".  Más tarde, en 2011, las autoridades de Estados Unidos pidieron a Costa Rica que comenzara a investigar los negocios de Budovsky.  Según Bernardita Marín, directora asociada del Instituto Costarricense sobre Drogas, Costa Rica confiscó fondos de Liberty Reserve en tres ocasiones entre 2011 y 2013. 
En 2011, Liberty Reserve estuvo vinculada a intentos (no relacionados) de vender miles de números de cuentas bancarias robadas de Australia y tarjetas bancarias británicas.   En 2012, un grupo de piratas informáticos intentó chantajear a la empresa de software antivirus Symantec para que transfiriera 50.000 dólares a una cuenta de Liberty Reserve. 

### Incautación de 2013

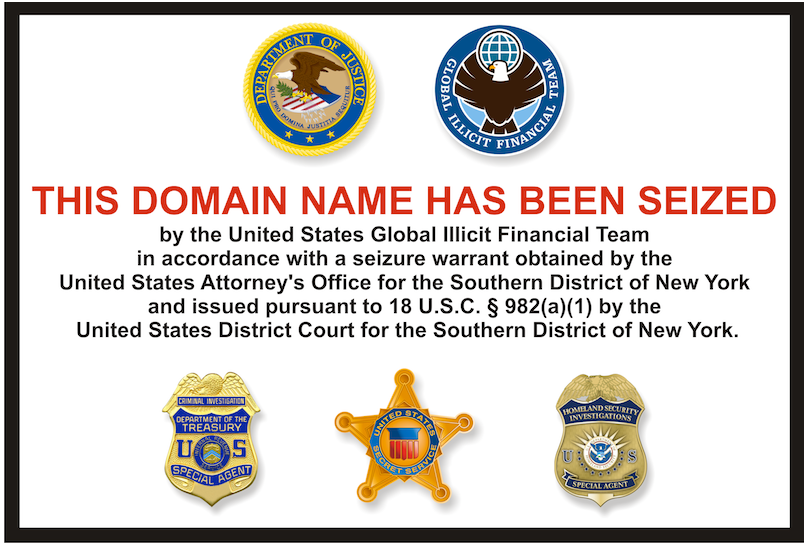
Aviso de embargo del nombre de dominio, citando 18 U.S.C. § 982(a)(1)

Tras una investigación de varios años por parte de funcionarios de 17 países, el gobierno de Estados Unidos emitió una acusación sellada en mayo de 2013.  Los fiscales estadounidenses presentaron una demanda contra Liberty Reserve, alegando que había manejado 6.000 millones de dólares de ganancias delictivas.  Arthur Budovsky fue arrestado por la policía española en el Aeropuerto Internacional Barajas de Madrid cuando intentaba regresar a Costa Rica, donde tenía ciudadanía.   Las autoridades españolas ordenaron que Budovsky y un segundo hombre fueran encarcelados en espera de una audiencia de extradición.  Previamente se habían allanado tres casas y cinco negocios fantasmas propiedad de Budovsky.  Otros cuatro, incluido Kats, fueron arrestados en tres países: Costa Rica, España y Estados Unidos. Otros dos se encuentran prófugos en Costa Rica. 
El sitio web de Liberty Reserve fue desconectado el 24 de mayo y reemplazado por un aviso que decía que el dominio había sido "confiscado por el Equipo Global de Finanzas Ilícitas de los Estados Unidos".   En Costa Rica, se emitió una orden judicial para confiscar los "productos y servicios financieros" de Budovsky, Maxim Chukharev y las seis aparentes empresas fantasma.  Sólo en automóviles de lujo se incautaron más de un millón de dólares. 
La acusación formal, hecha pública el 28 de mayo, acusa a los siete empleados principales, así como al propio Liberty Reserve, de lavado de dinero y de operar un negocio de transmisión de dinero sin licencia, y solicita 25 millones de dólares en daños y perjuicios.  Los cargos se formularon utilizando una disposición de la Ley Patriota, ya que Liberty Reserve no era una empresa estadounidense.  El acusado podría enfrentarse a hasta 30 años de prisión. 
Preet Bharara, un fiscal de Estados Unidos que trabaja en el caso, calificó a Liberty Reserve de "banco del mercado negro", creado y estructurado para "facilitar la actividad criminal".  En total, Liberty Reserve "procesó aproximadamente 55 millones de transacciones financieras separadas y se cree que lavó más de 6 mil millones de dólares en ganancias delictivas". Se ha vinculado a delitos que incluyen fraude con tarjetas de crédito, robo de identidad, fraude de inversiones, piratería informática, pornografía infantil y tráfico de narcóticos. 
La propia Liberty Reserve fue acusada por los fiscales estadounidenses de mover decenas de millones de dólares a través de cuentas fantasma.  Los fiscales federales de los Estados Unidos confiscaron o restringieron cuarenta y cinco cuentas bancarias en virtud de la Ley Patriota como resultado de la investigación.  El fiscal de Estados Unidos en Manhattan, Preet Bharara, afirmó que el caso "puede ser el mayor caso internacional de lavado de dinero jamás presentado por Estados Unidos".  "La acción global de cumplimiento que anunciamos hoy es un paso importante para poner coto al 'salvaje oeste' de la banca ilícita por Internet", dijo Bharara; "A medida que el crimen se vuelve cada vez más global, el largo brazo de la ley tiene que ser aún más largo, y en este caso, rodeó la Tierra". 
Una acusación específica de los fiscales es que el sitio jugó un papel en el lavado de los 45 millones de dólares robados del Banco de Muscat y del Banco Nacional de Ras Al Khaimah en mayo de 2013.  

## Secuelas
Según el analista de seguridad de Internet Brian Krebs, el cierre de Liberty Reserve tenía el potencial de "provocar una importante conmoción en la economía del cibercrimen".  El cierre del sitio provocó que muchas personas que utilizaban el servicio por razones legítimas perdieran el acceso a su dinero.  El responsable de EPay Tarjeta, un servicio que utiliza Liberty Reserve, comentó: "Nos parece que estamos aceptando daños colaterales". ... no hemos cometido ningún delito." 
El fiscal de Estados Unidos, Preet Bharara, declaró que los usuarios de Liberty Reserve podían comunicarse con su oficina para solicitar información sobre la devolución de sus fondos. 
El 29 de mayo, la esposa de Budovsky presentó una acusación de que le habían pagado 800 dólares para casarse con él en 2010 para que pudiera convertirse en ciudadano costarricense. Según ella, el plan era divorciarse dos años después, aunque la pareja todavía estaba casada en el momento de su arresto. 
En diciembre de 2014, el director de tecnología Mark Marmilev recibió la pena máxima de cinco años tras declararse culpable de operar un "negocio de transmisión de dinero sin licencia". 
En enero de 2016, Arthur Budovsky se declaró culpable de un cargo de conspiración para cometer lavado de dinero.  El 6 de mayo de 2016, Budovsky fue condenado a 20 años de prisión. 